# 松平直政
松平 直政（まつだいら なおまさ）は、江戸時代前期の大名。上総姉ヶ崎藩主、越前大野藩主、信濃松本藩主を経て出雲松江藩初代藩主。官位は従四位上・左近衛権少将、贈従三位（1907年）。雲州松平家の祖。

## 生涯

### 幼少期
慶長6年（1601年）8月5日、越前北荘藩（福井藩）主・結城秀康の三男として誕生。母は駒（三谷氏）。兄に忠直・忠昌、弟に直基・直良がいる。また江戸幕府初代将軍徳川家康は祖父、2代将軍徳川秀忠は叔父、3代将軍徳川家光は従弟に当たり、家光とは幼少時から懇意だったという。
秀康が伏見から越前へ入部する途中の近江国伊香郡中河内で生まれたため、河内丸と名付けられた（後に国松丸）。福井の豪商金谷家に伝わっていた岩佐又兵衛作『旧金谷屏風』に描かれている「官女観菊図」付属の伝来書によれば、生まれた直後の直政は乳母1人を差添えて金谷家に預けられ、成人後に金谷家当主へ屏風を下賜したという金谷屏風の由来が書かれており、福井藩の正史『国事叢記』にも伝わっている。
慶長10年（1605年）、家臣の朝日重政に預けられて養育されたが、ほどなく重政が退去したため父の下に戻ったとされる。慶長12年（1607年）に父が病死すると、跡を継いだ長兄忠直の庇護を受ける。慶長16年（1611年）4月17日には、忠直の計らいにより京都二条城で祖父家康と叔父秀忠に謁見した。慶長18年（1613年）に元服、重政と忠直それぞれの偏諱により直政を名乗るようになった。 

### 大坂の陣に参戦、相次ぐ移封
慶長19年（1614年）からの大坂の陣に出陣し、忠直の陣に加えられた。冬の陣では12月4日に真田信繁（幸村）が守る真田丸にて戦い奮戦したが、味方の井伊直孝軍などに損害が出た負け戦だった（真田丸の戦い）。夏の陣でも忠直に従って活躍し、慶長20年（元和元年・1615年）5月7日の天王寺・岡山の戦いで忠直軍は信繁を始めとする多くの敵将兵の首を獲り、直政も騎馬武者2人を討ち取り敵首30余りを獲るという大いなる戦功を挙げた。陣後は戦功を家康から褒め称えられ、家康の打飼袋（食べ物やお金を入れる袋）を与えられた。忠直も直政の活躍を賞賛し、元和2年（1616年）に自身の領内に1万石の所領（越前大野郡木本）を与えている。元和5年（1619年）6月には従五位下・出羽守に叙任され、12月に幕府から次兄忠昌の領地だった上総姉ヶ崎藩1万石に封じられて、正式な大名となった。
元和9年（1623年）3月、忠直が乱行や叔父秀忠との不仲から家督の座から隠退させられて豊後に配流されたが（事実上の改易）、直政は8月の家光の上洛に供奉し従四位下に昇叙（出羽守如元）した。翌寛永元年（1624年）4月、家光の命令で甥の仙千代（後の松平光長）と忠昌が領地交換の形で越後高田藩と福井藩へ移封、福井藩の領地は減封・分割され、減封分は直政と弟の直基・直良、若狭小浜藩主京極忠高、忠直の元附家老本多成重に分け与えられ、直政・直基・直良はそれぞれ越前大野藩5万石・越前勝山藩3万石・越前木本藩2万5000石を分与、忠高は敦賀郡2万2000石を分与、成重は越前丸岡藩4万8000石を与えられ独立した。こうして直政は6月8日に大野藩5万石へ加増移封され、寛永3年（1626年）8月19日に家光の再上洛に供奉し侍従を兼任した。
寛永10年（1633年）4月22日、信濃松本藩7万石へ加増移封となった。翌寛永11年（1634年）に松本城に月見櫓、辰巳附櫓を建てて、城門の修復を行うが、これは家光が上洛の帰路に木曾路を経て善光寺参詣の後、松本に立ち寄る予定だったためという。寛永13年（1636年）には松本に新銭座を起こして寛永通宝松本銭を鋳造するなど、家光の従兄として小藩では許されない大事業を認可されている。また、松本城の増改築で呼び寄せた職人たちから訴えられたため、それへの対応として職人の人足役を免除し、松本町の地子年貢（地役）も免除するなどした。

### 松江藩へ移封、出雲国主となる
寛永15年（1638年）2月11日、出雲松江藩18万6000石（および隠岐1万4000石を代理統治）へ加増移封され、国持大名となった。この移封は幕府が東の鳥取藩・西の長州藩・南の岡山藩・広島藩などに睨みを利かせるためだったが、姉喜佐姫が長州藩主毛利秀就の正室という縁戚関係も重要な理由になっていた。出雲入府の際、朝日重政（7000石、寛永元年に直政に請われて復帰）・乙部可正（5000石）などの側近を重用したほか家臣の新規召し抱えも行い、前領主の堀尾氏・京極氏の旧臣も取り立てている。中でも武名の高かった福島正則旧臣の大橋茂右衛門と堀尾氏旧臣の堀尾但馬をそれぞれ6000石と3000石で召し抱え、家老としている。また入府から翌年の寛永16年（1639年）に家老以下諸役人に示した施政方針の直書は6ヶ条にわたり、民を富ませ国を治める、奢侈の禁止、利欲の抑制、財政健全化、人材登用の注意、法の運用の注意を書き、人の上に立つ者としての心構えと下の者への思いやりを説いている。寛永18年（1641年）には林羅山の推挙で黒沢石斎を藩儒として迎え入れている。
幕府から西国大名の監督を期待された直政は大名間の仲裁役を務めた。寛永18年に江戸への参勤途中で後から参勤して来た義兄の秀就へ書状を送り、幕府からの指示ということで自分を追い抜いて先に行くことを勧めたり、明暦3年（1657年）に起こった土佐藩と伊予宇和島藩の国境争いで土佐藩の縁戚の伊予今治藩主松平定房から内済を依頼され、幕府の老中松平信綱と内談の上で内済を行い、2年後の万治2年（1659年）に家臣を通じて内済決定の覚書を当事者間で作成したことが挙げられる。
藩政は前藩主京極忠高（小浜藩から移封、寛永14年（1637年）に死去）の政策を継続、斐伊川の普請工事に着手して明暦3年に若狭土手を完成させ、松江城の城下町を改造した。農業も重視し、正保3年（1646年）から慶安3年（1650年）にかけて水田灌漑のため石見銀山から鉱夫を連れて水路工事（只谷間府）を行ったり、意宇川の水害に悩む村人の要望を聞き入れ慶安3年から承応元年（1652年）まで日吉切通しの工事に取り組み新流路を完成させるなどの政策を行っている（ただし日吉切通しはこの時点では狭く、村人代表の周藤彌兵衛と子孫の手で拡幅が完成することになる）。寺社復興も奨励、隠岐諸島・海士にある後鳥羽天皇陵の修繕、および新社殿の造営を行い、寛文2年（1662年）から出雲大社の社殿造営も手掛けたが、完成は7年かかり次代に持ち越された。
直政は領内のキリシタンを厳しく弾圧し、これはかつての領主堀尾氏や京極忠高らを上回るほど厳しいものであったらしい。
寛文3年（1663年）3月25日、幕命を受けて大沢基将と共に霊元天皇即位の賀使となり、上洛した。5月26日に従四位上に昇叙し、左近衛権少将に転任した（出羽守如元）。しかし11月26日に病となり、寛文6年（1666年）2月3日、江戸赤坂（現在の東京都千代田区永田町）の上屋敷にて病死した。享年66。家督は長男の綱隆が継いだ。
明治40年（1907年）5月10日、特旨をもって位階追昇される。贈従三位。なお、昭和2年（1927年）に松江城本丸に米原雲海による銅像「直政公初陣像」が建立されたが、昭和18年（1943年）に金属供出で失った。平成21年（2009年）、島根県庁前に倉澤實による銅像「松平直政公像」が再建された。

## 逸話
- 口達者な人物で、「油口」と影では言われていたほどであったという。ちなみに、直政が家康からもらった打飼袋は月照寺にある。
- 大坂の陣の時、生母に「祖父（家康）の目にかなうよう、卑しき母の子として生まれたと後ろ指を差されることのないように」と言われた（『藩翰譜』）。真田丸の戦いで奮戦したことから、家康に賞賛されたという（『君臣言行録』）[4]。さらに、この戦いにおいて、敵の大将であった真田信繁に若武者ぶりを讃えられて軍扇を投げ渡されている。その軍扇は直政が初代藩主となった出雲松江藩の宝として残され、今も松江城天守閣の一角に展示されている[19]。
- 大坂冬の陣の際に、生母の身分が低く部屋住みの身分にあった直政には軍資金がなかったが、家来の神谷兵庫が西本願寺から2千両もの大金を借りてきたおかげで出陣できたといわれている。
- 大坂夏の陣の際に、直政の家臣・武藤太兵衛が直政の性器（陰嚢）を握り、「人は怖気づいた時は縮むものですが、殿のは縮んでおりません」と述べたといわれている。

## 系譜
- - 正室：久姫 - 慶泰院、松平忠良の娘
    - 長男：松平綱隆（1631-1675）
    - 次男：松平近栄（1632-1717） - 広瀬松平家

  - 側室：長谷川氏
    - 三男：松平隆政（1648-1673） - 母里松平家

  - 側室：篠塚氏
    - 四男：松平直丘（1665-1713） - 松平隆政養子

  - 生母不明の子女
    - 長女：駒姫 - 松平直矩正室
    - 女子：鶴姫 - 宝明院、佐竹義処正室
    - 女子：竹姫
    - 女子：万姫
    - 女子：亀姫
    - 女子：喜耶姫
    - 女子：松姫 - 大久保大善室